# Serie ATI Mach
La línea ATI Mach fue una serie de aceleradores de gráficos 2D para computadoras personales desarrollados por ATI Technologies. Se convirtió en una extensión (y eventual sucesora) de la serie ATI Wonder. El primer chip de la serie fue el ATI Mach8. Era esencialmente un clon del IBM 8514/A con algunas extensiones notables, como las fuentes Crystal. Al ser uno de los primeros chips aceleradores de gráficos del mercado, el Mach8 no tenía un núcleo VGA integrado. Para usar las primeras tarjetas con coprocesador Mach8, se requería una tarjeta VGA separada. Esto aumentó el costo de propiedad ya que uno tenía que comprar dos en lugar de una tarjeta de expansión para gráficos. Se presentó una solución temporal con las tarjetas ATI Graphics Ultra/Vantage, que combinaban una ATI 8514 Ultra y una VGA Wonder+ en una sola tarjeta (aunque utilizaba circuitos integrados discretos). El chip Mach32 fue la continuación del Mach8, que finalmente presentó un núcleo VGA integrado, soporte de color verdadero y una ruta de datos de 64 bits a la memoria interna.

## Modelos

### Mach 8
Lanzamiento: 1990
- Clon de IBM 8514/A
- Compatibilidad con modos de color de hasta 8 bits
- Núcleo de gráficos VGAWonder 2 (28800) opcional (con 256–512 KiB DRAM)
- 512 KiB o 1 MiB disponible con DRAM o VRAM
- Puerto: ISA, MCA

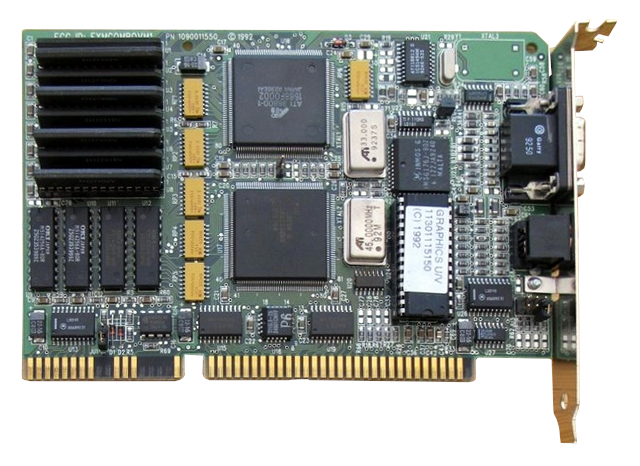
ATI Graphics Ultra ISA (Mach8 + VGA)

El chip Mach 8 se usó en los siguientes productos ATI:
- 8514 Ultra (VRAM, solo coprocesador)
- 8514 Vantage (DRAM, solo coprocesador)
- Graphics Vantage (DRAM)
- Graphics Ultra (VRAM)
- VGAWonder GT (Gráficos ultra reempaquetados, 1 MiB RAM estánda)

### Mach 32
Lanzamiento: 1992
- Acelerador de GUI de 32 bits con soporte básico de DOS
- Compatibilidad limitada con VESA VBE
- Se agregó soporte para modos de color de 15 bbp, 16 bbp y 24 bbp
- Memoria de vídeo: 1 o 2 MiB DRAM o VRAM
- Interfaz de memoria: 64 bits
- Puerto: ISA, EISA, VLB, PCI, MCA
- Núcleo VGA integrado
- 100% compatible con IBM 8514/A

El chip Mach 32 se usó en los siguientes productos ATI:
- Graphics Wonder (DRAM)
- Graphics Ultra + (DRAM, fast RAMDAC)
- Graphics Ultra CLX (DRAM, versión OEM de costo reducido)
- Graphics Ultra Pro (VRAM)
- Graphics Ultra XLR (VRAM, versión OEM de costo reducido)

### Mach 64
Lanzamiento: 1994

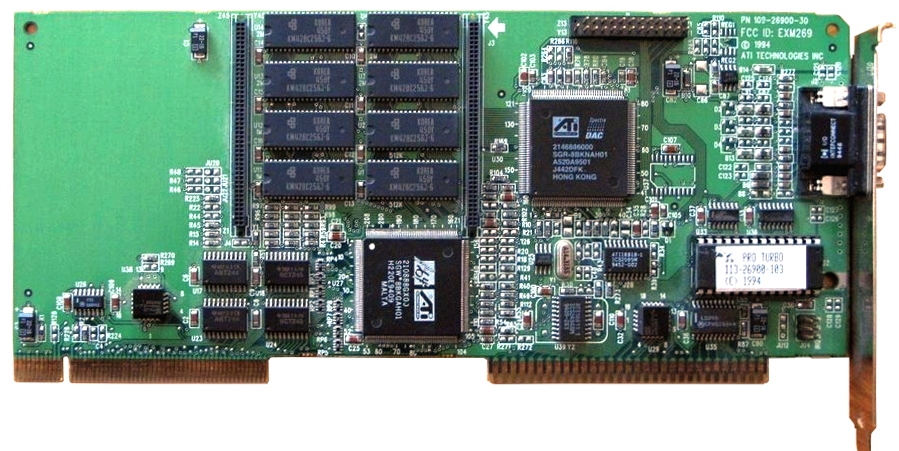
Graphics Pro Turbo VLB (Mach64GX)

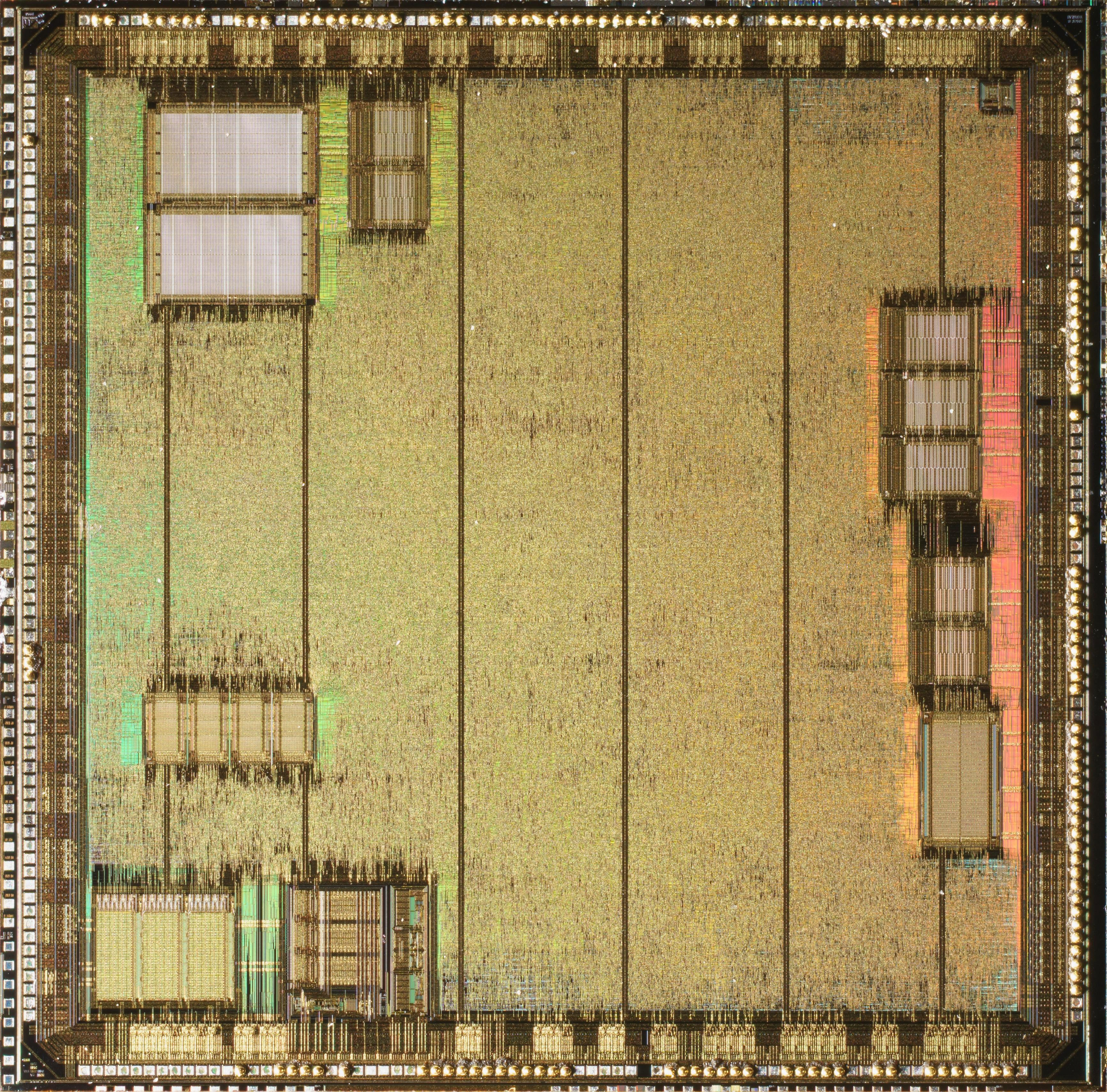
Foto de la Mach64 GT-B

- Acelerador de GUI de 64 bits con soporte básico de DOS
- Compatibilidad limitada con VESA VBE
- Memoria de vídeo: 1, 2, 4 u 8 MiB DRAM, VRAM o SGRAM
- Interfaz de memoria: 64 bits
- Puerto: ISA, VLB, PCI
- variantes:
  - "Mach64 CX/210888" - Conjunto de chips original, poco común (hasta 2 MiB DRAM, o 4 MiB VRAM)
  - "Mach64 GX/210888GX": capacidades mejoradas de reproducción de video
  - "Mach64 ET/210888ET" - Embebido
  - "Mach64 CT/264CT: Mach64 económico con RAMDAC integrado y chip de reloj (hasta 2 MiB DRAM)
  - "Mach64 VT/264VT - Conector AMC (Soporte para sintonizador de TV)
  - "Mach64 GT/264GT 3D Rage": capacidades 3D
  - "Mach64 GT-B/264GT-B 3D Rage II - Compatibilidad con SDRAM y SGRAM (hasta 8 MIB)
  - "Mach64 LT/264LT": versión móvil de bajo consumo de Mach64 GT

El chip Mach 64 se utilizó en los siguientes productos ATI:
Familia Mach64 GX:
- Graphics Xpression (1 o 2 MiB DRAM)
- Graphics Pro Turbo (2 o 4 MiB VRAM)
- WinTurbo (1 o 2 MiB VRAM, no actualizable)
- Graphics Pro Turbo 1600 (fast RAMDAC, solo PCI)
- XCLAIM GA (Macintosh)

Familia Mach64 CT:
- Win Boost (1 MiB DRAM, actualizable a 2 MIB)
- WinCharger (2 MiB DRAM)

- Video Charger
- Video Xpression (Mach64 VT2)
- Video Xpression+ (Mach64 VT4)

Familia Mach64 GT:
- 3D Xpression (2 MiB EDO DRAM))

Familia Mach64 GT-B:
- 3D Charger (2 MiB EDO DRAM)
- 3D XPRESSION+ (2 o 4 MiB SDRAM)
- 3D XPRESSION+ PC2TV (salida de TV)
- 3D Pro Turbo (2, 4, 6 u 8 SGRAMA MiB)
- 3D Pro Turbo+ PC2TV (salida de TV)
- Xclaim VR - versiones anteriores (Macintosh, 2, 4 u 8 MiB SGRAM, Video-In Video-Out)
- Xclaim 3D - versiones anteriores (Macintosh, 4 u 8 SGRAMA MiB)
- All-In-Wonder (SDRAM, sintonizador de TV)

Nota importante: Los chips 3D Rage y 3D Rage II también se conocían como Mach64 GT y Mach64 GT-B respectivamente. El apodo de Mach64 se eliminó con la introducción de 3D Rage Pro.